# Erendira subsignata
Erendira subsignata là một loài nhện trong họ Corinnidae.
Loài này thuộc chi Erendira. Erendira subsignata được Eugène Simon miêu tả năm 1897.